# Trałowce w polskiej Marynarce Wojennej
Marynarka Wojenna w swojej historii prawie zawsze miała w swoim składzie okręty klasy trałowców, z wyjątkiem jedynie okresu II wojny światowej w latach 1940-45, gdy flota polska stacjonowała w Wielkiej Brytanii. Poza tym okresem, rozwojowi i działalności polskich sił morskich zawsze towarzyszyła obecność floty przeciwminowej. Trałowce były też najliczniejszą klasą okrętów w historii Marynarki Wojennej. Okręty tej klasy przeznaczone są głównie do niszczenia pól i zagród minowych na obszarze działalności Marynarki Wojennej, co umożliwia prowadzenie tam operacji przez pozostałe okręty oraz żeglugę morską. Dodatkowe przeznaczenie tych jednostek to stawianie własnych, małych zagród minowych. W okresie pokoju, zwłaszcza po II wojnie światowej, bardzo istotnym zadaniem trałowców było oczyszczanie polskiego wybrzeża z licznych postawionych tam przez walczące państwa min morskich.
Poniżej wymienione są typy trałowców używanych w Polsce w kolejności chronologicznej (w nawiasach – lata służby).

## Trałowce typu FM(1921-1931)

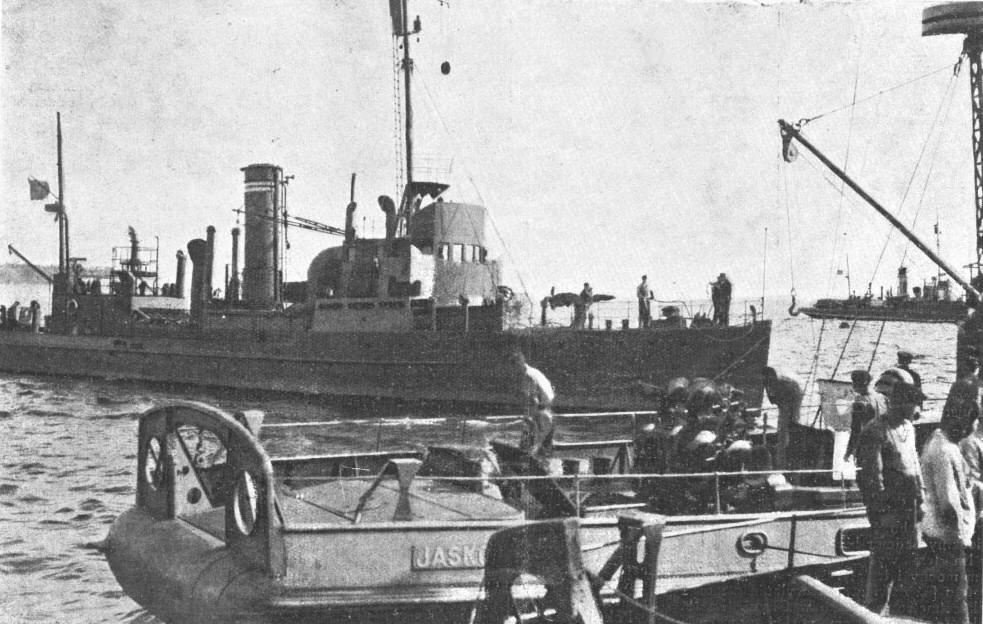
Polskie trałowce typu FM, na pierwszym planie rufa "Jaskółki"

Pierwszymi trałowcami, które weszły w skład polskich sił morskich, były budowane w czasie I wojny światowej dla floty niemieckiej okręty typu FM. Cztery z nich zostały zakupione po wojnie i weszły do polskiej służby w 1921. Ich wyposażenie przeciwminowe obejmowało 2 komplety trałów kontaktowych. Uzbrojone były w jedno działo kaliber 47 mm i karabiny maszynowe. Mogły stawiać 20 min morskich. Jednostki te miały 43 metry długości, ok. 185 ton wyporności i prędkość 12 węzłów, napędzane były maszyną parową. Załoga liczyła 32 osoby. Trałowce te nosiły nazwy: OORP "Czajka", "Jaskółka", "Rybitwa", "Mewa". W 1931 trzy pierwsze trałowce wycofano ze służby. ORP "Mewa" w tym samym roku została uszkodzona i zatonęła w porcie, a po podniesieniu z dna przebudowano ją na okręt hydrograficzny ORP "Pomorzanin". Zatopiono go w 1939 podczas nalotów niemieckich.

## Trałowce typu Jaskółka(1935-1939, 1946-1951)

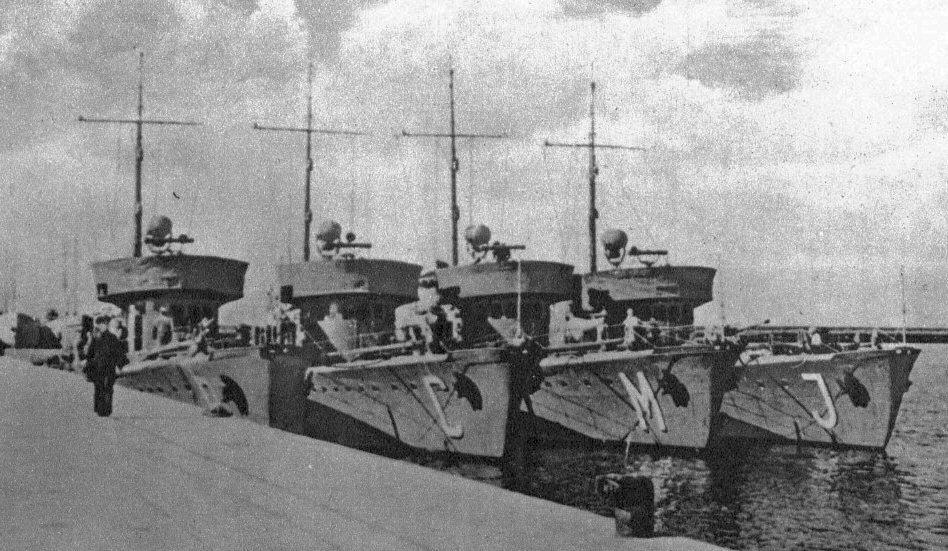
Trałowce typu Jaskółka – „Rybitwa”, „Czajka”, „Mewa”, „Jaskółka”

Ostatnimi i najbardziej znanymi przedwojennymi trałowcami było 6 zaprojektowanych i zbudowanych w Polsce okrętów typu Jaskółka, nazywanych potocznie "ptaszkami". Były one wcielane w dwóch etapach, najpierw w latach 1935-1936: OORP "Czajka", "Jaskółka", "Mewa", "Rybitwa", następnie w 1939: OORP "Czapla" i "Żuraw". Okręty tego typu miały 45 metrów długości, wyporność 185 ton i rozwijały prędkość 18 węzłów. Wyposażone były w trały kontaktowe, uzbrojone w działo kalibru 75 mm i przeciwlotnicze karabiny maszynowe oraz miały możliwość postawienia do 20 min morskich.
Jednostki te zgrupowane zostały w Dywizjon Minowców. OORP "Jaskółka", "Mewa" i "Czapla" zatopione zostały podczas działań wojennych we wrześniu 1939. Niemcy wydobyli "Mewę" i wcielili w skład swojej floty, wraz z "Rybitwą", "Czajką" i "Żurawiem", które dostały się po kapitulacji w ręce Niemców. Po wojnie, odnaleziono je w Niemczech i okręty powróciły w 1946 do Polski. OORP "Czajka", "Rybitwa" i "Mewa" służyły jeszcze jako trałowce w 1. Dywizjonie Trałowców w Gdyni, posiadając kilka działek przeciwlotniczych i kilka zestawów trałów. Następnie, w 1951 przekwalifikowano je na dozorowce, przezbrojono i wcielono do 2 Dywizjonu Patrolowców w Gdyni. "Czajka" i "Rybitwa" zostały wycofane z linii w 1966, a ORP "Mewa" w 1970, po czym przekształcono je na barki koszarowe odpowiednio: BK-1, BK-3, BK-2, które ostatecznie skreślono ze stanu odpowiednio w 1977, 1972 i 1981. ORP "Żuraw" natomiast od 1946 działał w służbie hydrograficznej jeszcze jako trałowiec mający 5 działek i trały, ale od 1948, kiedy to jednostkę przebudowano na typowy okręt hydrograficzny z uzbrojenia pozostawiono tylko jedno działo. W 1951 nazwę okrętu zmieniono na ORP "Kompas". W 1971 został on przeklasyfikowany na barkę koszarową BK-4, która służyła do 1977.

## Trałowce typu MT(Albatros lub Kormoran), projektu 253Ł (1946-1959)

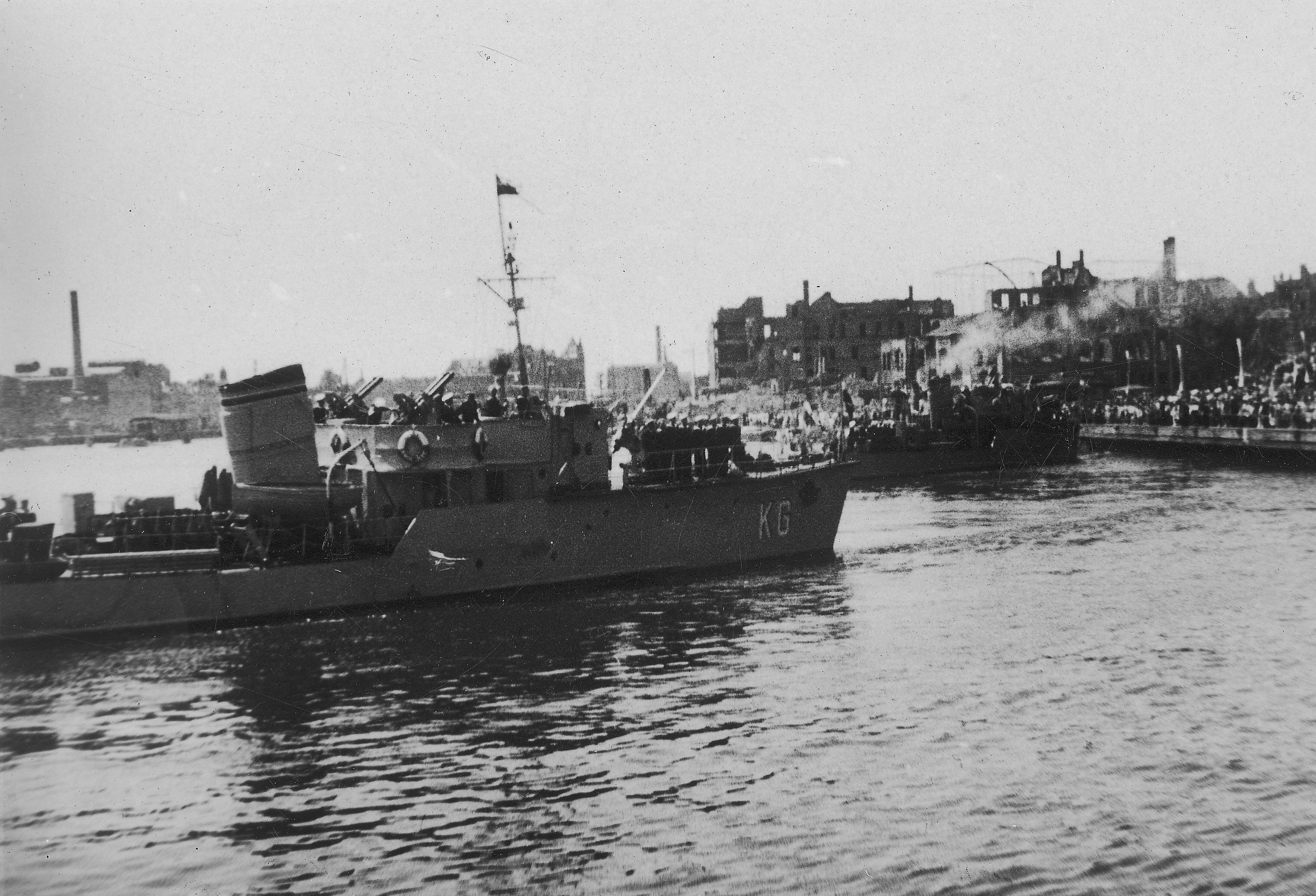
Polskie trałowce typu MT w Szczecinie – na pierwszym planie „Krogulec”

Dla zwiększenia stanu polskiej floty przeciwminowej, która miała rozminowywać dla żeglugi obszary zaminowane podczas działań wojennych, w 1946 Marynarkę Wojenną zasiliło dziewięć radzieckich trałowców redowych typu MT (projektu 253Ł), nazwanych przez Polaków typem Albatros lub Kormoran, a potocznie "kaczorkami" (spotykane w literaturze oznaczenie typu BTSZCZ jest według źródeł rosyjskich błędne). Zostały one przekazane w ramach reparacji wojennych, w zamian za polski udział w podziale floty niemieckiej. Nosiły nazwy: OORP "Albatros", "Czapla", "Jaskółka", "Jastrząb", "Orlik", "Kondor", "Krogulec", "Kormoran", "Kania" i weszły w skład 2 i 3 Dywizjonu Trałowców stacjonujących w Gdyni. Okręty te zbudowano podczas II wojny światowej. Były to jednostki o długości 38 metrów, wyporności 145 ton oraz prędkości do 12 węzłów. Ich wyposażenie składało się z trału kontaktowego, akustycznego i magnetycznego, a uzbrojenie z dwóch dział kalibru 45 mm i czterech karabinów maszynowych 12,7 mm. Zabierały na pokład 18 min. Załoga liczyła 37 ludzi. Po ponad dziesięcioletniej służbie wszystkie te jednostki wycofano w latach 1957–1959.

## Trałowce typu YMS(1948-1957)

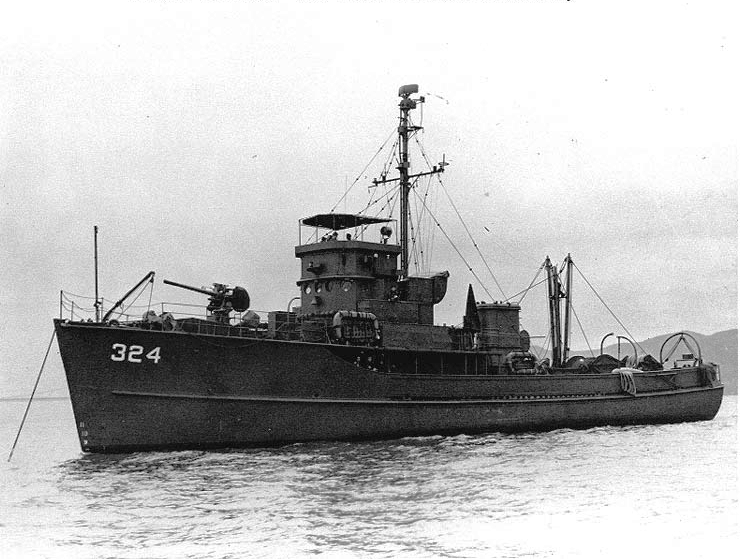
Amerykański trałowiec typu YMS

Kolejnymi zakupionymi po wojnie trałowcami były OORP "Delfin", "Foka" i "Mors". Zostały zbudowane w USA w latach 1942–1943, używane podczas wojny przez marynarkę brytyjską i zakupione przez Polskę z demobilu w 1948. Zasiliły one 3. Dywizjon Trałowców w Gdyni. Były to drewniane okręty typu YMS (BYMS), mające długość 42 metry, wyporność 277 ton, prędkość 12,6 węzłów, załogę stanowiło 42 osoby. Były wyposażone w trał kontaktowy, akustyczny i magnetyczny. Uzbrojenie składało się z działa kalibru 85 mm oraz karabinów maszynowych. Okręty spisano ze stanu floty w latach 1955–1957. Czwarta zakupiona jednostka została skierowana do służby cywilnej jako statek hydrograficzny „Zodiak”).

## Trałowce projektu 254(typu T-61) (1956)

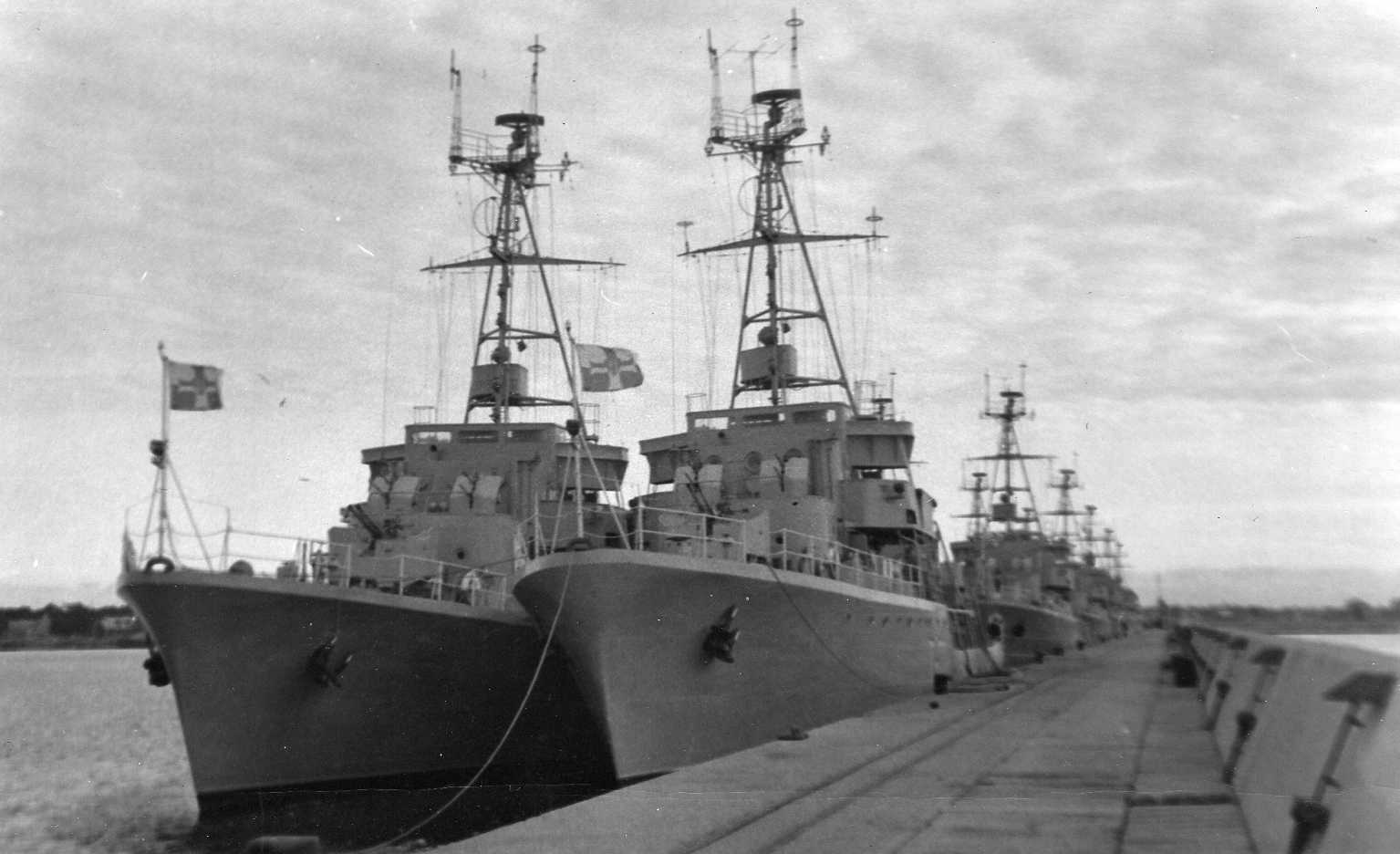
Trałowce projektu 254 w Porcie Wojennym Hel

Pierwsze całkowicie nowe powojenne jednostki, jakie weszły w skład sił przeciwminowych, to trałowce projektu 254 (określane jako typ T-61), budowane w Polsce w latach 1955-1958 na licencji radzieckiej. Budowane były w dwóch wariantach: projekt 254K i zmodernizowany w Polsce 254M. Trałowce projektu 254K wybudowano w ilości trzech jednostek, natomiast 254M w liczbie dziewięciu. Okręty nosiły nazwy OORP "Żubr", "Tur", "Łoś", "Bizon", "Dzik", "Bóbr", "Rosomak", "Delfin", "Foka", "Mors", "Ryś", "Żbik". Okręty te miały być głównym ogniwem obrony przeciwminowej Polskiej Marynarki Wojennej w związku z wycofywaniem pozostałych okrętów, przestarzałych i sfatygowanych działaniami wojennymi. Wyposażenie trałowe wszystkich typów składało się z różnorodnych trałów elektromagnetycznych, akustycznych i kontaktowych. Do poszukiwania obiektów podwodnych służyły stacje hydrolokacyjne burtowe i rufowe. Ich główne uzbrojenie stanowiły cztery działka przeciwlotnicze 37 mm, oprócz tego jednostki proj. 254K miały osiem karabinów maszynowych kalibru 12,7 mm, a 254M cztery działka kalibru 25 mm na podwójnych podstawach 2M-3M i cztery wkmy 14,5 mm. Okręty te miały ponadto możliwość zwalczania okrętów podwodnych przy użyciu stacji hydrolokacyjnej i grawitacyjnych bomb głębinowych. Trałowce te miały 60 metrów długości, wyporność ok. 600 ton i prędkość maksymalną ok. 15 węzłów.
Wszystkie jednostki stacjonowały wpierw w Dywizjonach Trałowców na Helu, a następnie przeniesiono je do 12 Dywizjonu Trałowców Bazowych do Świnoujścia. Okręty te zostały wycofane w latach od 1987 do 1990. Wyjątkiem był ORP "Tur" przebudowany na okręt badawczy w 1978, który służył do 1991.

## Trałowce projektu 206F(typu Krogulec) (1963)

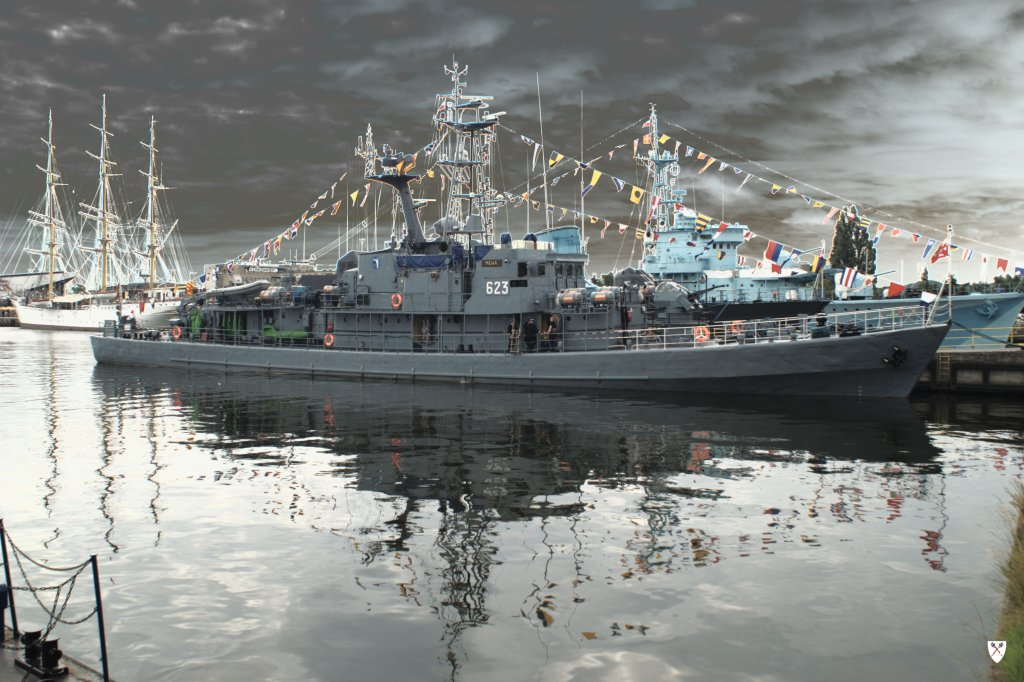
ORP „Mewa” po przebudowie na niszczyciel min

Po wdrożeniu trałowców typu T-61 i wycofaniu wszystkich starszych jednostek, postanowiono wzmocnić dodatkowo siły trałowe, tworząc drugi dywizjon trałowców. W tym celu w CBKO-2 opracowano projekt jednostki typu Orlik (na Zachodzie znany jako typ Krogulec), oznaczony jako 206F. Dwanaście jednostek zbudowała Stocznia im. Komuny Paryskiej w Gdyni. Wcielanie okrętów – do 13 Dywizjonu Trałowców na Helu – rozpoczęło się w 1963 i skończyło w 1968. Okręty, którym nadano nazwy OORP "Orlik", "Krogulec", "Jastrząb", "Kormoran", "Czapla", "Albatros", "Pelikan", "Tukan", "Flaming", "Rybitwa", "Mewa", "Czajka" i numery burtowe odpowiednio od 613 do 624, miały długość 58,2 m, wyporność 520 ton i prędkość 18 węzłów. Napędzane były dwoma silnikami Fiat 2312SS (V12) o mocy 1800 KM każdy. Śruby nastawne systemu LIPS. W trakcie eksploatacji na 614, 619, 620 i 621 wymieniono silniki na Zgoda-Sulzer 6AR25 (R6) o mocy 1100 KM każdy. Uzbrojenie składało się z 6 armat kalibru 25mm na podwójnych podstawach 2M-3M, dwóch wyrzutni rakiet przeciwlotniczych bardzo krótkiego zasięgu Strzała-2M, 12 grawitacyjnych bomb głębinowych i 10-16 min morskich. Do trałowania min służyły trały akustyczne (BGAT), elektromagnetyczne (TEM-52), kontaktowe (MT-2) lub hydrograficzne, natomiast do wykrywania obiektów podwodnych służyły podkadłubowe (MG-11), burtowe i rufowe (MG-324) stacje hydrolokacyjne.
Załogę stanowi 49 osób.
W latach 1989–2000 wycofano ze służby prawie wszystkie okręty projektu 206F, z wyjątkiem OORP "Mewa", "Czajka" i "Flaming", które w latach 1999-2002 przebudowano na niszczyciele min projektu 206FM. Okręty tego zmodernizowanego typu zostały wyposażone w nowe trały, wymieniono na nich dotychczasowe armaty na jedną podwójną kalibru 23 mm połączoną z wyrzutnią rakiet Strzała-2M. Pozostawiono możliwość stawiania min, których ilość zwiększono do 16. Zainstalowano dwie nowe stacje hydroakustyczne i specjalistyczny pojazd podwodny.

## Trałowce projektu 207(typ Gopło) (1982)

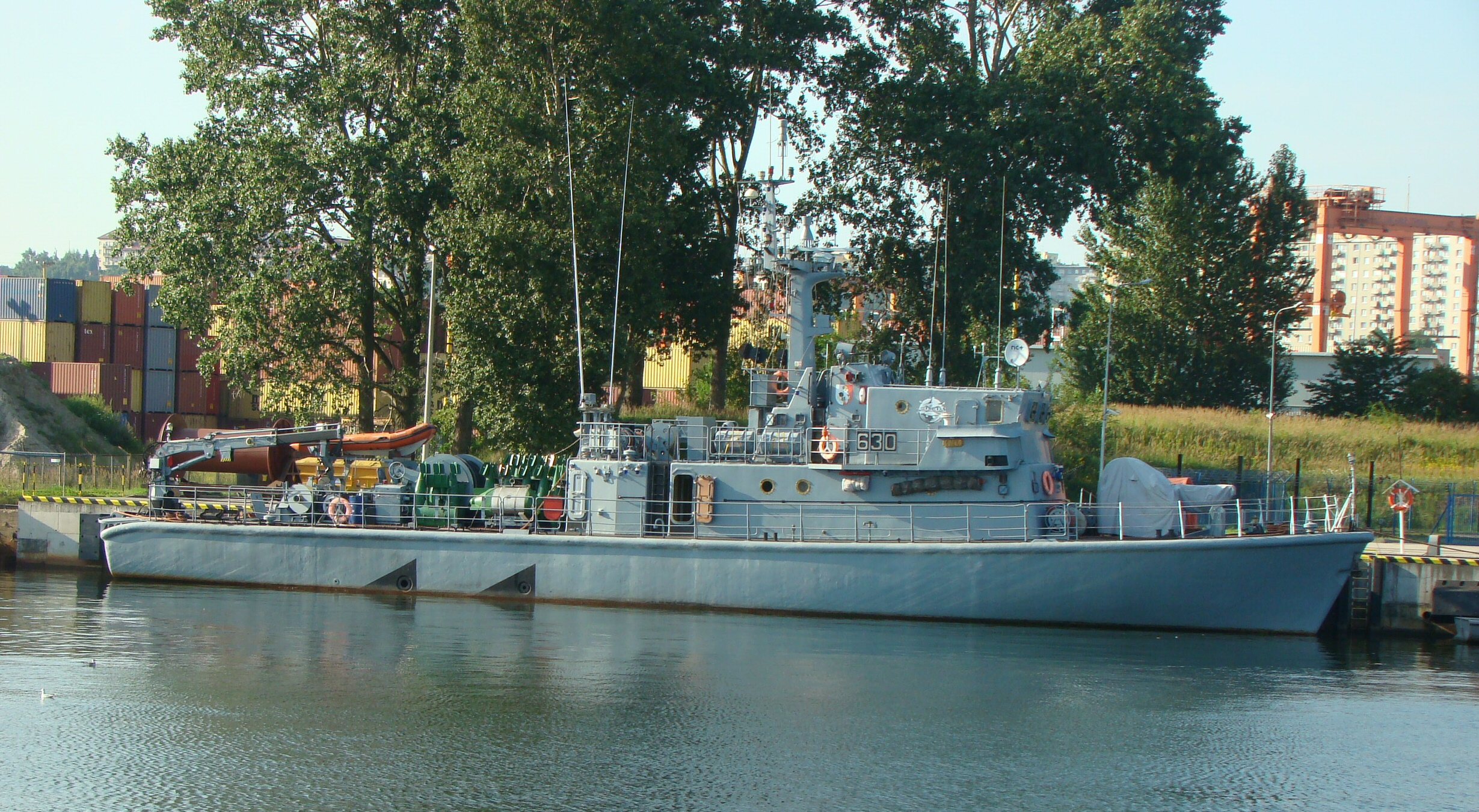
OORP „Gopło” proj. 207DM

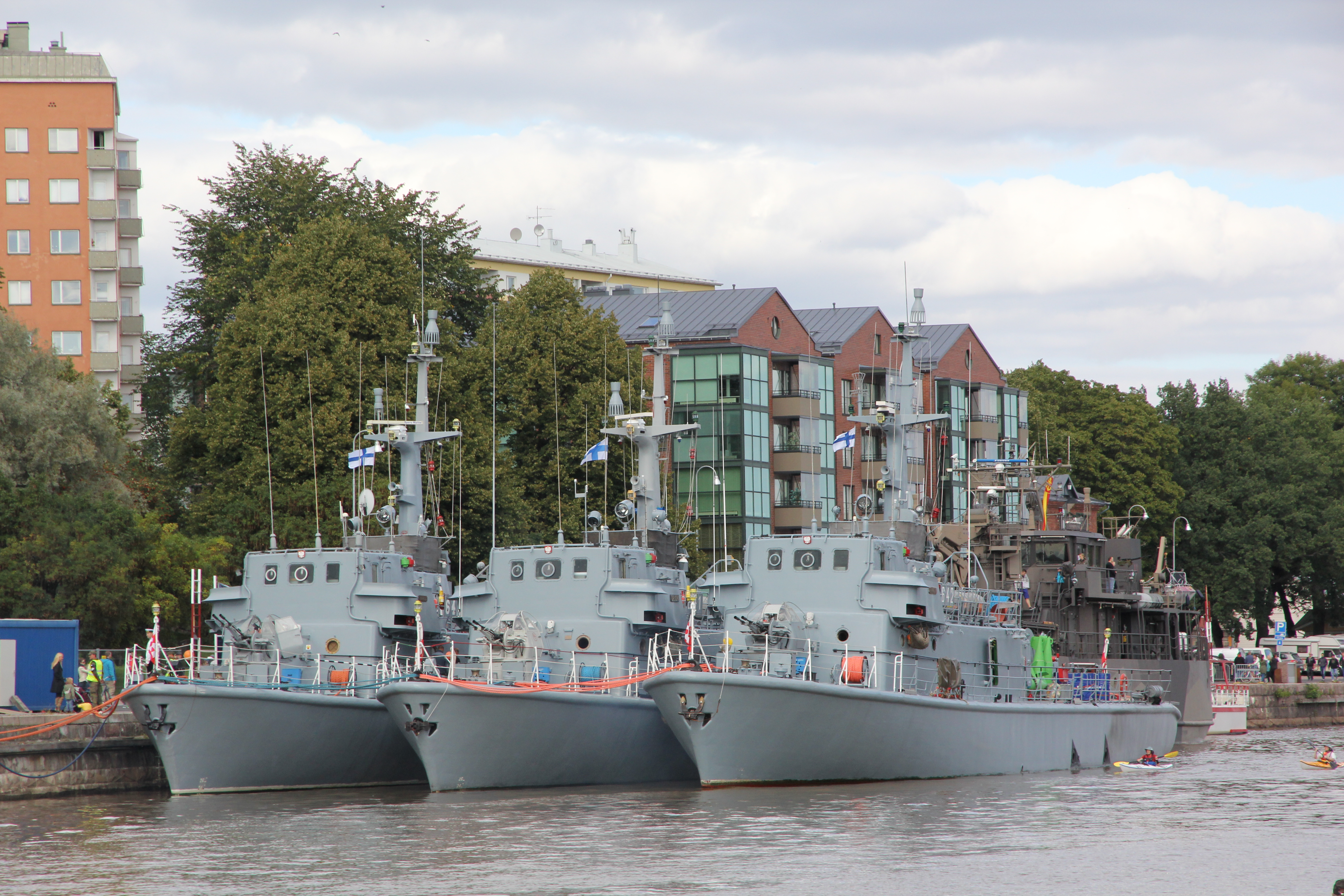
OORP „Nakło”, „Drużno” i „Hańcza” proj. 207P

Ostatnim typem okrętów przeciwminowych służących do chwili obecnej w Marynarce Wojennej RP, są zbudowane w Stoczni Marynarki Wojennej w Gdyni jednostki typu Gopło, projektu 207.
Zasiliły one polską flotę w latach 1981–1994. Są to okręty wytwarzające bardzo małe pole magnetyczne dzięki zastosowaniu kadłubów z laminatów poliestrowo-szklanych. Okręty mają długość ponad 38 metrów, wyporność 216 ton i maksymalną prędkość 14,6 węzła.
Typ Gopło dzieli się na trzy, a właściwie dwa warianty, zależne od uzbrojenia i wyposażenia. Pierwszy to trałowiec prototypowy ORP "Gopło", który służył długi czas jako okręt badawczy, na którym testowano nowe rozwiązania walki z minami.
Był on oznaczony jako projekt 207D, jednak w 2000 został poddany modernizacji i posiada takie same parametry jak trałowce podtypu 207M, a nazywany jest przez to jako typ 207DM. Służy w 13 Dywizjonie Trałowców w Gdyni. Drugi podtyp 207P to okręty OORP "Gardno", "Bukowo", "Dąbie", "Jamno", "Mielno", "Wicko", "Resko", "Sarbsko", "Necko", "Nakło", "Drużno", "Hańcza". Należące do niego jednostki posiadają podwójną armatę 23 mm, trały akustyczne, elektromagnetyczne i kontaktowe oraz mogą stawiać miny lub zrzucać bomby grawitacyjne. Projekt 207M różni się tym, iż zamontowane na nim wyposażenie trałowe i hydrolokacyjne jest dużo nowocześniejsze i dodatkowo posiada wraz z działem 23 mm wyrzutnie rakiet przeciwlotniczych Strzała-2M. Podtyp ten to OORP „Mamry”, „Wigry”, „Śniardwy”, „Wdzydze”. Okręty projektu 207P wchodzą w skład 12 Dywizjonu Trałowców w Świnoujściu, a 207DM i 207M są w 13 Dywizjonie Trałowców w Gdyni.
Na początku XXI wieku Marynarka Wojenna posiadała łącznie 19 trałowców i niszczycieli min, które zaspokajały jej potrzeby pod względem ilościowym. 

## Niszczyciele min projektu 258(Kormoran II)
Nową generacją polskich okrętów walki przeciwminowej są zaprojektowane i zbudowane w Polsce nowoczesne niszczyciele min projektu 258, mające zastąpić jednostki projektu 206 FM. Okręty te mają długość 58,5 m i wyporność 830 ton, a kadłuby zbudowane są  ze stali niemagnetycznej. Głównym uzbrojeniem ma być armata kalibru 35 mm współpracująca z głowicą optoelektroniczną ZGS-158. Budowę pierwszego okrętu ORP „Kormoran” (601) rozpoczęto w 2014, a wszedł on do służby w listopadzie 2017 roku. Do 2021 roku zwodowano dwa dalsze okręty „Albatros” (602) i „Mewa” (603), będące na etapie wyposażania.
Oprócz trałowców pełnomorskich, Marynarka Wojenna posiadała też trałowce rzeczne i kutry trałowe – zobacz: polskie trałowce rzeczne i polskie kutry trałowe.

## Spis okrętów
| Typ okrętów            | Wejście do służby | Wycofanie ze służby | Jednostki pływające |
| ---------------------- | ----------------- | ------------------- | --- |
| Trałowce typu FM       | 1921              | 1931                | ORP "Czajka", ORP "Jaskółka", ORP "Rybitwa", ORP "Mewa" |
| Trałowce typu Jaskółka | 1935              | 1970                | ORP "Czajka", ORP "Jaskółka", ORP "Rybitwa", ORP "Mewa", ORP "Czapla", ORP "Żuraw" |
| Trałowce typu MT       | 1946              | 1959                | ORP "Albatros", ORP "Czapla", ORP "Jaskółka", ORP "Jastrząb", ORP "Orlik", ORP "Kondor", ORP "Krogulec", ORP "Kormoran", ORP "Kania" |
| Trałowce typu YMS      | 1948              | 1957                | ORP "Delfin", ORP "Foka" i ORP "Mors" |
| Trałowce typu T-61     | 1956              | 1991                | ORP "Żubr", ORP "Tur", ORP "Łoś", ORP "Bizon", ORP "Dzik", ORP "Bóbr", ORP "Rosomak". ORP "Delfin", ORP "Foka", ORP "Mors", ORP "Ryś", ORP "Żbik"                                                                                       |
| Trałowce typu Orlik    | 1963              | 2021                | ORP "Orlik", ORP "Krogulec", ORP "Jastrząb", ORP "Kormoran", ORP "Czapla", ORP "Albatros", ORP "Pelikan", ORP "Tukan", ORP "Rybitwa", ORP "Mewa", ORP "Czajka", ORP "Flaming"                                                           |
| Trałowce typu Gopło    | 1981              | w służbie           | ORP "Gopło", ORP "Gardno", ORP "Bukowo", ORP "Dąbie", ORP "Jamno", ORP "Mielno", ORP "Wicko", ORP "Resko", ORP "Sarbsko", ORP "Necko", ORP "Nakło", ORP "Drużno", ORP "Hańcza", ORP "Mamry", ORP "Wigry", ORP "Śniardwy", ORP "Wdzydze" |